# Університет банківської справи
Університет банківської справи – профільний вищий навчальний заклад IV рівня акредитації, де готують висококваліфікованих фахівців для фінансово-кредитної системи України, з центром у місті Львові та територіально відокремленим структурним підрозділом – Черкаським навчально-науковим інститутом (м. Черкаси). Основна унікальність Університету банківської справи на ринку освітніх послуг – у чіткій і ґрунтовній профільній орієнтації.

## До складу Університету входять
- Навчально-науковий інститут банківських технологій та бізнесу
- Навчально-науковий інститут економічних та соціальних відносин
- Черкаський навчально-науковий інститут

## Про Університет
Університет банківської справи – лідер серед українських ВНЗ, котрі готують майбутніх банкірів і фінансистів, економістів, підприємців, державних управлінців.
Висока якість навчання, європейський підхід до наукової діяльності, сучасна матеріально-технічна база - стали запорукою того, що понад 90% випускників Університету працевлаштовані.
Прагнення інновацій, творча атмосфера та командний дух – відрізняють цей навчальний заклад з-поміж інших. Потужний науково-педагогічний колектив об’єднує педагогів, практиків, науковців з різних регіонів України, котрі готують студента не лише високоосвіченого, а й думаючого, креативного, готового бути лідером!
Впродовж своєї 80-річної діяльності Університет неодноразово отримував високі нагороди та визнання впливових інституцій. 
Це перший в Україні навчальний заклад економічного профілю IV рівня акредитації, сертифікований за міжнародними стандартами системи управління якістю ISO 9001-2008.
Саме тут студенти мають змогу здобути подвійний диплом про вищу освіту міжнародного зразка, пройти практику у впливових банківських установах України, Польщі, Іспанії, Латвії.
В Університеті ви можете отримати знання за світовими сертифікаційними програмами, підвищити кваліфікацію, а також навчатись дистанційно – для цього створено найсучасніші умови навчання.
Університет є співзасновником бізнес-школи, де ви можете отримати знання за програмами МВА.
Університет – учасник найбільших професійних організацій світу та повноправний член потужних міжнародних організацій, зокрема таких як Велика хартія університетів (м. Болонья, Італія); Міжнародна асоціація університетів під егідою ЮНЕСКО (м. Париж, Франція), Глобальний договір ООН (м. Нью-Йорк, США) та інших.
Унікальність цього українського університету ще й у тому, що він є потужним науковим центром з цікавими традиціями та прогресивним студентством.
Університет банківської справи – це:
- понад 80-річний досвід роботи на ринку освітніх послуг;
- тисячі підготовлених висококваліфікованих спеціалістів банківської справи та фінансово-кредитної системи;
- європейська якість освіти, підтверджена сертифікатом ISO 9001;
- більше ніж 90% випускників працевлаштовані одразу після закінчення навчання;
- новації – усі навчальні програми викладаються з використанням сучасних інформаційних технологій та із залученням провідних науковців і практиків з ЄС та України;
- програми подвійного диплома про вищу освіту міжнародного зразка з провідними вищими навчальними закладами Європейського Союзу (Іспанія, Німеччина, Литва, Польща, Латвія);
- семестрове навчання студентів у вищих навчальних закладах Європи (Краківський економічний університет, Вроцлавський економічний університет, Варшавський економічний університет, Латвійський університет (м Рига));
- стажування у провідних банківських і фінансових установах ЄС (Федеральний банк Німеччини, Національний банк Польщі, PKO Bank Polski SA, Міністерство фінансів Чехії, Асоціація банків Чехії, фондові біржі) та України;
- визнання диплома працедавцями Європейського Союзу;
- повнофункціональна система дистанційного навчання;
- найкращі міжнародні програми професійної освіти фахівців у сфері управління бізнесом (IFA, EBC*L, CIPA, ISMM, ACCA);
- практична підготовка на базі дворівневої навчально-тренувальної банківської системи в територіально розділеному середовищі (Львів, Черкаси);
- єдина в Україні студентська кредитна спілка «Галичина»;
- підвищення кваліфікації державних службовців і фахівців для фінансово-кредитної сфери України;
- сучасна матеріально-технічна база – одна з найкращих у державі: затишні гуртожитки, сучасні спорткомплекси, їдальні, танцювальні клуби, кафе, комп’ютерні класи;
- підготовка до вступу у вищі навчальні заклади;
- усі можливості для творчої реалізації – культурно-мистецькі центри, хореографічні ансамблі, вокальні колективи;
- повноправне членство у найбільших професійних організаціях світу, потужних міжнародних організаціях;
- навчання іноземних громадян;
- захист кандидатських і докторських дисертацій у спеціалізованих вчених радах;
- викладання бакалаврських і магістерських програм англійською мовою;
- академічні та іменні стипендії на навчання (академічні стипендії: Президента України, Кабінету Міністрів України, імені Вадима Гетьмана, імені М.Г. Грушевського; іменні стипендії: комерційних банків);
- майстер-класи з питань фінансової грамотності.

## Інновації
Університет є ініціатором створення та активним учасником науково-навчально-виробничих комплексів «Західбанкосвіта» та «Економосвіта», що єднає найкращі навчальні заклади різних рівнів акредитації, науково-дослідні інститути, банківські та фінансові установи України. Об’єднання дозволяють виважено підходити до формування контингенту майбутніх студентів, інтегрувати академічну освіту в навчальний процес, упроваджувати інновації в практичну діяльність фінансово-кредитних установ.
В Університеті випущено перший в Україні підручник «Корпоративна соціальна відповідальність», ініційовано введення КСВ як обов’язкової дисципліни у ВНЗ та розробку першої кваліфікаційної характеристики професійного стандарту менеджера з КСВ. Науковці Університету розробили пілотний навчальний курс «Фінансова грамотність» і стали авторами однойменних навчальних посібників для вчителів і учнів. Після вдалого експериментального навчання школярів старших класів МОН України схвалило вивчення фінансової грамотності в загальноосвітніх навчальних закладах. За підтримки НБУ в Україні відновлено День ощадності та запроваджено святкування Дня банківських працівників, метою якого є популяризація ідей ощадності, патріотизму і меценатства. 

## Підготовка фахівців
Сьогодні надважливим завданням є формування професійних та соціально-емоційних компетентностей Hard skills та Soft skills. Університет банківської справи має цікавий досвід у впровадженні УБС-студій для всіх студентів.
На 1 курсі є УБС-студія «Тайм-менеджмент та ділові комунікації» – для формування практичних навичок координації та взаємодії. Для розвитку навичок вести ділові перемовини впроваджено УБС-студію «Лідерство та командна робота». Також запроваджено курс «Цифрова економіка», сформований на міксі хмарних технологій та економічного способу мислення.
Формування мобільного та гнучкого освітнього контенту надає можливість підготовки за кількома сертифікованими модулями.
Завдяки міжнародній сертифікації освітніх програм в професійних міжнародних організаціях та асоціаціях АССА, CISCO, SAP студенти Університету банківської справи можуть проходити стажування й складати іспити на одержання міжнародних сертифікатів.
Університет здійснює підготовку бакалаврів,  магістрів (у т.ч. іноземних громадян) за денною, заочною, денно-заочною та дистанційною формами навчання.

### Підготовка здобувачів вищої освітиза освітнім ступенем «бакалавр»за спеціальностями
- - 051 Економіка
  - 071 Облік і оподаткування
  - 072 Фінанси, банківська справа та страхування
  - 073 Менеджмент
  - 081 Право
  - 121 Інженерія програмного забезпечення
  - 125 Кібербезпека
  - 232 Соціальне забезпечення

### Підготовка здобувачів вищої освітиза освітнім ступенем «магістр»за спеціальностям
- - 051 Економіка
  - 071 Облік і оподаткування
  - 072 Фінанси, банківська справа та страхування
  - 073 Менеджмент

## Наукова діяльність
Науково-дослідна частина здійснює координацію усієї науково-дослідної та інноваційної роботи в Університеті.

## Перелік наукових шкіл Університету
- «Фінансово-кредитне забезпечення інвестиційно-інноваційної моделі економіки» (керівник – Кузнєцова А.Я., д.е.н., професор)
- «Банківництво в системі сталого економічного розвитку» (керівник – Вовчак О.Д., .д.е.н., професор; до 2018 р. – Смовженко Т.С., д.е.н., професор)
- «Фінансова безпека держави, суб’єктів підприємництва та фінансових інститутів» (керівник – Барановський О.О., д.е.н., професор)
- «Обліково-аналітичне і контрольне забезпечення менеджменту суб’єктів господарювання» (керівники – Рудницький В.С., д.е.н., професор та Костирко Р.О., д.е.н., професор).

Головними цілями наукових шкіл Університету є:
* отримання фундаментальних і прикладних наукових результатів за пріоритетними напрямами наукових досліджень;
* розвиток бренду, збереження історії та дослідницьких традицій Університету як науково-дослідної установи;
* забезпечення мобільності та трансформації форм наукової діяльності до потреб соціально орієнтованої ринкової економіки;
* забезпечення інтеграції навчального процесу, науки і виробництва;
* реалізація безперервного циклу наукової діяльності: від фундаментальних досліджень до впровадження наукових розробок у практику;
* розвиток наукової творчості студентів, аспірантів, докторантів.
Університет банківської справи  співпрацює з найавторитетнішими науковими установами України та зарубіжжя.

### Апробація наукових досліджень
Основними формами апробації наукових досліджень є: 
- міжнародні та всеукраїнські наукові конференції й конкурси;
- дискусійний клуб;
- постійно діючі наукові семінари та круглі столи.

Наукові розробки Університету мають практичне спрямування, адже виконуються на замовлення та впроваджуються не лише Національним банком України, а й впливовими фінансово-кредитними установами, підприємствами та організаціями. Високий рівень наукових розробок УБС підтверджує їх упровадження в практичну діяльність, комерційних банків та інших фінансово-кредитних установ.

### Фахові видання
У навчальному закладі видають: Збірник «Вісник Університету  банківської справи», Збірник «Фінансово-кредитна діяльність: проблеми теорії та практики»,  електронне наукове фахове видання-міжнародний науково-практичний журнал       «Фінансовий простір».  Наукові видання Університету знані, мають попит в Україні й за кордоном та входять до міжнародних науковометрічних баз.

### Науково-навчальні комплекси
Університет є ініціатором створення та активним учасником науково-навчально-виробничих комплексів «Західбанкосвіта» та «Економосвіта», що єднає найкращі навчальні заклади різних рівнів акредитації, науково-дослідні інститути, банківські та фінансові установи. Об’єднання дозволяють виважено підходити до формування контингенту майбутніх студентів, інтегрувати академічну освіту у навчальний процес, впроваджувати інновації у практичну діяльність фінансово-кредитних установ. Науково-навчальний комплекс «Економосвіта» забезпечує інтеграцію академічної науки в навчальний процес. Учасники комплексу здійснюють підготовку наукової економічної еліти – кандидатів і докторів наук, проводять спільну навчально-методичну та видавничу діяльність, поглиблюють міжнародну співпрацю.

### Наукова бібліотека
Наукова бібліотека Університету має найновіші наукові та навчальні надходження. Загальні бібліотечні ресурси Університету становлять майже 400 000 документів при загальній кількості 4000 читачів та 10 місць книговидачі. Основний бібліотечний фонд нараховує близько 300 000 примірників.
Спеціалізоване бібліотечне програмне забезпечення АБІС "ІРБІС" сприяє якісному обслуговуванню користувачів при доступі до електронних каталогів бібліотечних фондів, пошуку необхідної інформації та організації автоматизованої книговидачі.

## Почесні професори

### Станков Анатолій
Автор розробки першого Закону України "Про банки і банківську діяльність" та проведення його на Сесії Верховної Ради України, розробник дизайну першої української гривні та монет, впровадження та затвердження їх Верховною Радою України.
Член підкомітету банків та банківської діяльності Верховної Ради України, взяв участь по підготовці Закону "Про Національний банк України", підготовлено 84 пропозиції до окремих статей Закону, які були прийняті, співавтор розробки багатьох Законів України, які стосуються фінансово-банківської діяльності.

### Стефан Мітнік
Директор програми "Управління фінансовими ризиками" в Центрі фінансових досліджень м. Франкфурт, Німеччина, професор кафедри фінансової економетрики Інституту статистики Мюнхенського університету. Стефан Мітнік є членом редколегій численних фахових наукових видань, а саме журналів "Комп'ютери та математика", "Дослідження нелінеарної динаміки та економетрії". Він науковий редактор книжкової серії «Динамічне моделювання та економетрія в економіці та фінансах», журналів "Фінансове управління та аналіз" "Емпірична економіка", "Статистичні обчислення", "Фінансові ризики".
Голова технічного комітету з питань бізнесу та методів управління Міжнародної федерації контролю, член Міжнародного статистичного інституту з 1997 року, член наглядового комітету програми поглибленого дослідження економіки Інституту світової економіки Кіль з 2000 року, член правління Німецького статистичного товариства з 2004 року.

### Мирослав Каліновський
Декан факультету теології Католицького університету м. Любліна (Республіка Польща), консультант Душпастирської Комісії Польського Єпископату, член Священичої ради Вармінської Архиєпархії, член Люблінського наукового товариства (від 2002 року), делегат ректора КУЛ у закордонних справах, голова Ради експертів у справах стандартів навчання з профілю наук про родину (від 2004 року), голова Конвенту Європейського Колегіуму Польських і Українських Університетів, голова проекту "Співпраця Університетів для підтримки люблінського і львівського регіонів". Нагороджений ректорською відзнакою за розвиток міжнародних зв’язків КУЛ (2002 р.), Лицарським орденом Відродження Польщі (2008 р.) та медаллю президента Любліна (2009 р.) за значний внесок у розвиток міста.

### Юрій Осіпов
Математик, педагог і професор, президент Російської академії наук (1991 – 2013 рр.), дійсний член РАН (з 1987р.), голова Міжвідомчої наукової ради Російської академії наук і Російської академії медичних наук з фундаментальних проблем медицини, член Ради безпеки при президенті РФ, член Ради при президенті РФ з науки, технологій та освіти.
Головний редактор журналів "Доповіді Академії наук" РАН, "Вісник Російської академії наук", "Обчислювальна математика і математична фізика", голова редколегії серії "Наука. Світогляд. Життя"
Автор ідеї фінансової економіки (фінансоміки) і глобальної економіки (глобоекономіки). За словами Юрія Осіпова, у його співпраці з Університетом поєдналися філософія та фінанси, так звана система "Фі-Фі".

### Здіслав Сокаль
Фінансовий експерт, банківський аналітик, колишній член правління Національного банку Польщі, екс-голова наглядової ради Kredobank SA (Україна).

### Януш Течке
Завідувач кафедри міжнародного менеджменту факультету економіки і міжнародних відносин Краківського економічного університету (Республіка Польща), проректор з питань наукових досліджень і міжнародної співпраці КЕУ (2002-2008 рр.), професор, доктор економічних наук, віце-президент мережі міжнародного бізнесу та економічних питань Школи мобільності студентів.

### Петро Порошенко
Український державний і політичний діяч, п'ятий Президент України, бізнесмен, заслужений економіст України, кавалер ордену "За заслуги" ІІІ та ІІ ступенів, відзначений Почесною грамотою Верховної Ради України, лауреат Державної премії України в галузі науки і техніки, автор багатьох наукових публікацій і монографій, лауреат міжнародної премії ім. П.Орлика, кандидат юридичних наук.

### Еріх Келлер
Ректор Вищої школи – Університету прикладних наук Федерального банку Німеччини (м. Гахенбург, ФРН), член ради ректорів регіону Рейнланд-Пфальцу, професор, науковець.

### Рейнгольд Глесс
Директор фірми "ФАТТЕР Консалтинг", м. Ширгізвальде, яка займається організацією та проведенням міжнародних проектів в галузі вищої та професійної освіти, а також підтримкою міжнародної економічної кооперації.
Член 3 екзаменаційних комісій в Дрезденській Торгово-Промисловій Палаті по підвищенню кваліфікації спеціалістів в галузі промисловості, торгівлі, транспорту.

### Рудольф Хаммершмідт
Банківський аналітик, консультант з питань діяльності банків, екс-голова правління Соціального банку у м. Кельн. Нагороджений почесним знаком німецького Червоного Хреста, орденом за заслуги, член Ротарі клубу.

### Франц Петер Ланг
Професор, доктор, проректор з наукової роботи Європейського університету економіки і менеджменту (Люксембург), голова Сенату Вищої школи економіки та менеджменту (м. Ессен, ФРН), член Ради правління банка Sozialwirtschaft AG в Берліні/Кельні, Президент федерального союзу німецьких економістів, редактор журналу "Економічна інтеграція".

## Видавнича діяльність
За більше ніж десять років своєї діяльності видавництво Університету вже досягло значних успіхів. Воно добре відоме на книжковому ринку України, бо випускає в світ якісну, сучасну, суспільно необхідну книжкову продукцію. На видання Університету є попит не лише серед викладачів і студентів УБС, а й інших ВНЗ, ними користуються підприємці, банківські та фінансові працівники, керівники різного рівня в своїй професійній діяльності.
Книги видавництва неодноразово були представлені на профільних виставках, форумах видавців.

### Нагороди видавництва
- Особлива відзнака президента Форуму видавців Олександри Коваль, почесна грамота і пам’ятний знак за книгу «Банки Львова: минуле і сучасне»; Грамота Форуму видавців і пам’ятний знак за книгу Григорія Бардиша «Проектний аналіз»;
- Почесна грамота Форуму видавців за серію підручників і посібників для вищої школи; Почесна грамота Фестивалю «Світ книги»;
- Персональна відзнака президента Форуму видавців Олександри Коваль у номінації «Найсвоєчасніша книга року» за підручник Володимира Марцина «Наукознавство» тощо.
- 2009 року підручник «Корпоративна соціальна відповідальність» увійшов до 15-ти найкращих книг XVI Форуму видавців.
- У 2010 році видавництво отримало відзнаку XVII Форуму видавців «Найкраща книга Форуму – 2010» за серію електронних підручників на CD-R.
- 2012 року видавництво Університету банківської справи отримало одразу дві нагороди XIX Форуму видавців. Навчальний посібник «Основи національної культури» заслуженої художниці України Олександри Теліженко відзначило мале журі конкурсу, а також персонально президент Форуму Олександра Коваль.
- У 2015 році книгу, видану Університетом банківської справи,  «Українська людина в європейському світі: виміри ідентичності» увійшла в 10 найкращих видань  Форумі видавців.

## Міжнародна співпраця
Університет банківської справи співпрацює з 59 вищими навчальними закладами Європи та світу. Співпраця передбачає обмін студентами, аспірантами та науково-педагогічними працівниками, проходження практики, спільну участь в наукових, навчальних та соціальних заходах, співавторство у підготовці навчальної літератури, сумісна наукова діяльність тощо.
Університет надає унікальні можливості:
- двосторонній обмін студентами з іноземними ВНЗ;
- стажування науково-педагогічних працівників і студентів за кордоном;
- участь у міжнародних науково-освітніх проектах і грантах;
- проходження практики у фінансово-кредитних установах Німеччини і Польщі;
- навчання за програмою подвійного диплому.

### Членство в організаціях
Університет - повноправний член найпотужніших міжнародних організацій:
- Асоціація європейських університетів (м. Брюссель, Бельгія)
- Міжнародна асоціація університетів (м. Париж, Франція)
- Велика Хартія університетів (м. Болонья, Італія)
- Міжнародна асоціація університетів (м. Барселона, Іспанія)
- Мережа університетів Чорноморського регіону (м. Констанца, Румунія)
- Глобальний договір ООН (м. Нью-Йорк, США)
- Міжнародна організація фінансової освіти дітей та молоді Aflatoun (м. Амстердам, Нідерланди)

### Партнери Університету
- - Вища школа – Університет прикладних наук Федерального банку Німеччини (м. Гахенбург, Німеччина)
  - Варшавський університет (м. Варшава, Польща)
  - Вища школа менеджменту в Барселоні (м. Барселона, Іспанія)
  - Інститут фінансових бухгалтерів (м. Лондон, Велика Британія)
  - Краківський економічний університет (м. Краків, Польща)
  - Вроцлавський економічний університет (м. Вроцлав, Польща)
  - Університет Міколаса Ромеріса (м. Вільнюс, Литва)
  - Латвійський університет (м. Рига, Латвія)
  - Болонський університет (м. Болонья, Італія)
  - Школа бізнесу в Монтре (м. Монтре, Швейцарія)
  - Вроцлавський технічний університет (м. Вроцлав, Польща)
  - Державна вища технічно-економічна школа ім. кс. Броніслава Маркєвича (м. Ярослав, Польща)
  - Варшавський університет (м. Варшава, Польща)
  - Університет ім. Марії Кюрі-Склодовської (м. Люблін, Польща)
  - Люблінський політехнічний університет (м. Люблін, Польща)
  - Кросницька Вища державна школа (м. Кросно, Польща)
  - Зеленогурський університет (м. Зелена Гура, Польща)
  - Люблінський Католицький університет Іоана Павла II (м. Люблін, Польща)
  - Вища соціально-економічна школа (м. Пшеворськ, Польща)
  - Банківський інститут – Вища школа (м. Прага, Чехія)
  - Остравський технічний університет (м. Острава, Чехія)
  - Празький економічний університет (м. Прага, Чехія)
  - Братиславський економічний університет (м. Братислава, Словаччина)
  - Балтійська міжнародна академія (м. Рига, Латвія)
  - Балтійський інститут психології та менеджменту (м. Рига, Латвія)
  - Вільнюський університет (м. Вільнюс, Литва)
  - Талліннський технічний університет (м. Таллінн, Естонія)
  - Вища школа фінансової групи ощадних кас – Університет прикладних наук (м. Бонн, Німеччина)
  - Вища школа економіки та менеджменту (м. Ессен, Німеччина)
  - Інститут права та фінансів (м. Франкфурт-на-Майні, Німеччина)
  - Віденський університет (м. Відень, Австрія)
  - Вища школа – Університет наук Йоаннеу (м. Грац, Австрія)
  - Бізнес-школа Центрально-європейського університету (м. Будапешт, Угорщина)
  - Будапештський технологічний і економічний університет (м. Будапешт, Угорщина)
  - Болонський університет(м. Болонья, Італія)
  - Економічний університет Бокконі (м. Мілан, Італія)
  - Університет школи Селезіан Саррій (м. Барселона, Іспанія)
  - Університет Санкт-Галлена (м. Санкт-Галлен, Швейцарія)
  - Королівський технологічний університет (м. Стокгольм, Швеція)
  - Вестмінстерський університет (м. Лондон, Велика Британія)
  - Молдавська економічна академія (м. Кишинів, Молдова)
  - Слов’янський університет (м. Кишинів, Республіка Молдова)
  - Ізмірський університет (м. Ізмір, Туреччина)
  - Університет Абант Іззет Байсал (м. Болу, Туреччина)
  - Інститут вивчення проблем корпоративної безпеки Словенії (м. Любляна, Словенія)
  - Університет Любляни (м. Любляна, Словенія)
  - Університет національної та світової економіки (м. Софія, Болгарія)
  - Поліський державний університет (м. Пінськ, Білорусь)
  - Брестський державний технічний університет (м. Брест, Білорусь)
  - Полоцький державний університет (м. Полоцьк, Білорусь)
  - Університет в м. Клагуєвац (м. Клагуєвац, Сербія)
  - Кавказький університет (м. Тбілісі, Грузія)
  - Європейський університет економіки і менеджменту (м. Люксембург)

## Міжнародні нагороди
Університет банківської справи нагороджений дипломом і відзнакою Європейської Бізнес Асамблеї і Сократівського комітету (м. Оксфорд, Велика Британія) у номінації «Найкращі підприємства» у сфері вищої освіти як інноваційна, конкурентоспроможна, орієнтована на перспективу компанія – лідер ринку.

## Відомі випускники
- Стельмах Володимир Семенович — Голова НБУ (2000—2002 рр., 2004—2010 рр.)
- Ричаківська Віра Іванівна — Заступник голови НБУ (з лютого 2011 по 2014 рр), Член ради НБУ (з 7 липня 2016 р.)
- Черевко Олександр Володимирович — громадсько-політичний діяч, заслужений економіст України, Голова Черкаської обласної державної адміністрації (2005—2010)
- Ващук Максим Володимирович[2] — Член Правління ПАТ «Кредобанк» (2015 р. — сьогодні)
- Курилець Марія Миронівна[3] — Заступник Голови Правління, Член Правління ПАТ «Міжнародний інвестиційний банк»
- Романчукевич Віталій Вікторович — Перший заступник Голови Правління Індустріалбанку
- Віктор Карпінець — директор Західного регіону ПАТ «Ідея Банк»

## Керівництво Університету
- Кузнєцова Анжела Ярославівна — ректорка, докторка економічних наук, професорка, заслужений економіст України
- Барановський Олександр Іванович — проректор з наукової роботи, доктор економічних наук, професор, заслужений економіст України
- Швець Наталія Романівна - проректорка з навчально-методичної роботи, докторка економічних наук, професорка
- Маслов Владислав Олександрович — проректор з питань соціально-економічного розвитку
- Жеребило Ірина Владиславівна - проректорка з науково-педагогічної діяльності, кандидатка економічних наук, доцентка

### Директори інститутів
- Директорка Навчально-наукового інституту банківських технологій та бізнесу — к.е.н., доцентка Стороженко Оксана Олександрівна
- Директорка Навчально-наукового інституту економічних та соціальних відносин — к.е.н., доцентка Козьмук Наталія Ігорівна
- Директорка Черкаського навчально-наукового інституту — к.е.н., доцентка Рогова Наталія Василівна

## Студентство

### Культурно-мистецькі центри
Для всебічного розвитку, творчості та цікавого дозвілля в інститутах Університету працюють культурно-мистецькі центри.
Функціонують вокальна формація «Аверс» (звання «народна»), вокальний гурт «Вабанк».
Гурти та творчі колективи навчального закладу мають загальноукраїнське визнання.

### Студентська кредитна спілка
Перша в Україні студентська кредитна спілка створена у Львівському інституті 2000 року. Співпраця дає студентам досвід роботи та забезпечує членів спілки фінансовими послугами.

### Практична підготовка
Практична підготовка – один з пріоритетів навчання в Університеті.
В Університеті понад 15 років успішно працюють навчально-тренувальні банки, фірми.
Навчально-тренувальний банк (НТБ) - це діюча модель справжнього банку, працівниками якого є студенти.
В Черкаському інституті ще у 1998 році запрацював перший в Україні навчально-тренувальний банк ”Славутич”. Нині він здійснює банківську діяльність і забезпечує банківське обслуговування навчально-тренувальних фірм навчальних закладів Києва, Миколаєва, Вінниці, Хмельницького, Івано-Франківська, Львова та інших міст України. На основі багаторічного досвіду роботи НТБ в Університеті створено унікальну дворівневу систему – навчально-тренувальний банк, який відображає повний цикл руху грошей у банківській системі країни.

### Спорт
В Університеті створені всі умови для фізичного розвитку та занять спорту.
Університет має облаштовані спортивно-оздоровчі комплекси: спортивний, гімнастичний і тренажерний зали, футбольне поле, тенісний корт, баскетбольний, волейбольний і бадмінтонний майданчики. Діють медично-оздоровчий пункти.
До послуг студентів близько 40 секцій та оздоровчих гуртків, найпопулярніші з яких – міні-футбол, спортивна та танцювальна аеробіки, пауерліфтінг, баскетбол, волейбол, карате-до, гандбол, легка атлетика, шахи, армрестлінг, теніс та ін.
Спортивні команди інститутів беруть участь і перемагають у міських, обласних, міжвузівських, всеукраїнських змаганнях та спартакіадах.
Університет банківської справи здобув перемогу у номінації «Трудові практики» - «Здорова молодь – здорова фінансова система України» на щорічній конференції «Корпоративна соціальна відповідальність. Найкращі практики 2013». Соціальна ініціатива навчального закладу – розробка вибіркової дисципліни «Менеджмент професійного здоров’я». Мета - навчити студентів бути творцем свого здоров’я через усвідомлені дії формування соціального та економічного мотиву до збереження і його укріплення; дати вибір системного підходу до збереження здоров’я, який дає змогу людині особисто контролювати не стільки приховані симптоми захворювань, скільки вміти оцінити запаси резервів особистого здоров’я та вміти пристосуватися до тих навантажень і умов, в яких вона працює та живе. Курс «Менеджмент професійного здоров’я» пропонується як оптимізація стану професійного здоров’я працюючих на всьому бізнес-просторі.

## Соціальна відповідальність
Корпоративна соціальна відповідальність в Університеті розвивається за кількома основними напрямами - навчально-методична, просвітницька, філантропічна.

### Проєкт «Корпоративна соціальна відповідальність»
З 2009 року Університет банківської справи став одним з ініціаторів та активним учасником робочої групи (створеної відповідно по розпорядження МОН за ініціативи представництва ООН в Україні) по розробці єдиної навчальної програми «Корпоративна соціальна відповідальність» та методичного забезпечення.
Розроблена навчальна програма лягла в основу нової освітньо-професійної програми для магістрів (з вересня 2014/15 навч.року), де соціальна відповідальність є дисципліною, затвердженою Міністерством освіти та науки. Експерти Університету брали участь також у створенні професійного стандарту менеджера з КСВ та розробці методичних рекомендацій для практиків з оцінки ефективності КСВ.

### Проєкт «Фінансова грамотність»
Проєкт «Фінансова грамотність» стартував в Україні у 2010 році з ініціативи агенції USAID/FINREP-І спільно з НБУ, Університетом банківської справи та Громадською ініціативою «Національна мережа фінансової просвіти».
За 10 років розроблено навчальну програму, навчальний посібник і робочий зошит для учня, одержано гриф МОН. 
- Розпочато викладання курсу «Фінансова грамотність» у школах. Нині це вже 1 200 шкіл та 20 000 учнів з усіх регіонів України. Проведено семінари-тренінги, підготовлено тренерів і учителів.
- Проведено студентську благочинну акцію «Аукціон надій», що дозволила забезпечити 10 000 навчальними комплектами десятикласників 44-ох інтернатів і сиротинців усіх регіонів України.
- Щороку магістрами УБС проводяться інтерактивні лекції  з курсу «Фінансова грамотність» у літніх таборах та зимових школах.
- Проведено 5 турнірів юних знавців із фінансової грамотності.
- Створено електронний інтерактивний навчальний підручник з курсу «Фінансова грамотність». Впроваджено його у школах України.
- Адаптовано матеріали із фінансової грамотності для вікових категорій 1–4, 5–9 класів у рамках активної співпраці з міжнародною організацією Афлатун.
- Узято участь у 7-х міжнародних медіа-проектах «Global money week», у яких Україну з проектом «Фінансова грамотність» представлено на міжнародному рівні.
- Розроблено стратегічні напрями і програми щодо підняття рівня фінансової грамотності.
- Проведено слухання діяльності в рамках проекту «Фінансова грамотність» на спільному засіданні комітетів з фінансів і банківської діяльності та освіти і науки у Верховній Раді України

Курс “Фінансова грамотність”:
- орієнтований на вироблення практичних умінь, навичок і компетенцій;
- розрахований на викладання протягом всього навчального року – 30 уроків;
- для викладання курсу розроблені навчальна програма, підручник та робочий зошит для учнів, а також посібник для вчителів і електронний інтерактивний навчальний посібник.

Усі матеріали курсу мають гриф Міністерства освіти і науки України.
Головна мета вивчення курсу – навчити молоду людину правильно розпоряджатися власними фінансами, планувати свій особистий бюджет і захищатися від ризиків, приймати зважені та вірні фінансові рішення щодо:
- можливостей розширення джерел власних доходів;
- планування і коригування власних видатків;
- формування особистих фінансових резервів і здійснення заощаджень;
- використання кредитних ресурсів і здійснення власних інвестицій

### Свято Ощадності
Завдяки дослідженням фахівців Університету у 2004 році в Україні почали відзначати День банкіра як Свято Ощадності, що ще 100 років тому навчало основам соціальної відповідальності українців.
Традиційними у ці дні заходами студентів вже встигли стати уроки-презентації про ощадність та розвиток банківської системи України у школах, ліцеях, гімназіях, тематичні виставки в бібліотеках, конкурси студентських робіт.
Усе це популяризує фінансову грамотність, навчає не лише дбати про власне збагачення, але й бути відповідальних за тих, хто навколо, за навколишнє середовище, за якість виконаної роботи.
З 2013 року Університет банківської справи об’єднав святкування Дня Ощадності спільно зі Всесвітнім днем заощаджень.

### Участь у Глобальному договорі ООН
У вересні 2010 року УБС підписав Глобальний Договір ООН. Університет взяв участь у роботі у двох напрямах – «Медіа та КСВ» і «Екологія».
У рамках роботи у проекті Глобального договору в Університеті розпочалось впровадження елементів «Зеленого офісу»: проведення семінарів та круглих столів присвячених впровадженню принципів сталого розвитку та концепції «Зелений офіс»; організацію студентського конкурсу з виготовлення наліпок із нагадуванням про економне ставлення до ресурсів; створення бібліографічного центру з питань охорони довкілля, спеціалізованого книжкового фонду, фонду періодичних видань екологічного напряму, враховуючи навчальні програми та запити читачів; організацію інформаційної взаємодії з екологічними та природоохоронними організаціями і рухами; впровадження заходів із збереження ресурсів, вірної утилізації, закупівель з врахуванням екологічного маркування.
Практичною складовою стали також студентські акції зі збору батарейок на переробку, акції по утилізації використаних освітлювальних ламп, толок з очищення парків, посадка нових саджанців, прибирання зелених територій, збереження архітектурних пам’ятників. Крім того, протягом року студенти інституту беруть участь у Всеукраїнських заходах з природоохоронної та екологічної діяльності (конкурси, змагання, семінари). Студенти взяли під опіку об’єкт музею «Прикарпаття» у Пирогово.
Традиційними акціями є «Посади своє дерево» (Харківський інститут); «Чисте довкілля – запорука здоров’я нації» (Харківський інститут); «Зелене місто» (Львівський інститут); «Будь уважним та економним» (Львівський інститут); «Парки міста – наше багатство» (Черкаський інститут); підтримання всесвітньої акції “Година землі у твоєму рідному місті” тощо.

## Корпоративна культура

### Логотип
Ромб – ідеальна геометрична фігура, в яку обрамлений логотип, символізує рівноправність і гармонію. Золотий трикутник візуально нагадує два золоті зливки або ж своєрідний дах, оберіг, захист. Окрім того, інтелект нації, як золоті зливки – є найдорожчим скарбом, у який найвигідніше інвестувати. Фінансові вливання в освіту дають найкращі дивіденди і мають найбільше значення для країни, що хоче зміцнювати свої позиції в світі та розвиватись.
Така аналогія відповідає банківській тематиці вищого навчального закладу. Одночасно, у ньому закладено напрям руху вперед, до вершини, прагнення досягти найвищих висот. Також у цьому логотипі можна побачити стилізовану абревіатуру УБС. У ширшому варіанті є стрічка, що використовується з повною назвою Університету. Зелено-жовті трикутнички виконано в стилі відомого графіка, автора перших українських грошей Георгія Нарбута. Саме ця людина є своєрідним символом творення незалежності держави. Адже гроші – це основний атрибут будь-якої незалежної країни.

### Корпоративні кольори
Зелений, жовтий або золотий.
Жовтий колір символізує величність, повагу, багатство, яким є знання. Цей колір наділяє предмет інтелектом, а тому часто використовується у брендингових компаніях продуктів високих технологій. Окрім того, жовтий – колір творчості та енергії. Зелений колір демонструє спокій, стабільність. Віддавна це колір, що найчастіше використовували у своїй фірмовій продукції банківські установи. Деякі експерти стверджують, що люди сприймають зелений колір, як колір свободи та радості. На думку ж психологів, цей колір налаштовує на працелюбність. Окрім того, це колір дозрівання в природі, колір весни, що перегукується зі студентством. А ще це колір грошей.

## Історія
Університет банківської справи (далі – УБС ) засновано 2006 року в Києві за ініціативи Національного банку України відповідно до розпорядження Кабінету Міністрів України від 15.06.2006 року № 331-р «Деякі питання впорядкування мережі вищих навчальних закладів» та Постанови Правління Національного банку України від 14.07.2006 року № 265 «Про реорганізацію навчальних закладів Національного банку України» з найменуванням Університет банківської справи Національного банку України (м. Київ). 
Він став відповіддю на виклик часу – створити єдиний централізований навчальний заклад, об’єднаний спільною стратегією та тактикою в підготовці висококваліфікованих кадрів для фінансово-кредитної системи України.
Університет створювався на базі Львівського банківського інституту (1940 рік заснування) та його філії у Києві. Відбулось приєднання ще двох інститутів, які працювали як частини Сумської академії банківської справи, у Харкові (1944 рік заснування) та Черкасах (1968 рік заснування). Таким чином, Університет об’єднав чотири інститути: у Харкові, Львові, Черкасах та Інститут банківських технологій і бізнесу у Києві.
2013 року до Університету приєднався Севастопольський інститут. У зв’язку з анексією Криму, інститут припинив свою діяльність. Більша частина студентів та викладацького складу переведені до інститутів Університету.
2015 року Університет передано в підпорядкування Міністерства освіти і науки України відповідно до розпорядження Кабінету Міністрів України «Про передачу цілісних майнових комплексів вищих навчальних закладів до сфери управління Міністерства освіти і науки» від 24.06.2015 року № 666-р та змінено його назву на Державний вищий навчальний заклад «Університет банківської справи».
На виконання приписів Закону України «Про вищу освіту» від 18.12.2019 № 392-ІХ та відповідно до наказу Міністерства освіти і науки України від 04.06.2020 № 767 «Деякі питання діяльності закладів вищої освіти» з 17 липня 2020 року Державний вищий навчальний заклад «Університет банківської справи» перейменовано на Університет банківської справи та змінено його місцезнаходження з міста Києва на місто Львів.
Зараз Університет банківської справи у Львові має в структурі два внутрішні підрозділи – Навчально-науковий інститут економічних і соціальних відносин (колишній Львівський навчально-науковий інститут), Навчально-науковий інститут банківських технологій та бізнесу (колишній Інститут банківських технологій та бізнесу, який був внутрішнім підрозділом Університету у Києві), та один територіально-відокремлений структурний підрозділ – Черкаський навчально-науковий інститут.